# طفرة BRCA
طفرة BRCA او طفرة سرطان الثدي (بالإنجليزية: BRCA mutation)‏ هي طفرة في أيا من جينات BRCA1 وBRCA2، وهي جينات قامعة للورم. تُحدد مئات الأنواع المختلفة من الطفرات في هذه الجينات، البعض منها قد ثبت أنه ضار، في حين أن البعض الآخر ليس له تأثير مثبت. قد تحدث طفرات ضارة في هذه الجينات متلازمة سرطان الثدي المبيض الوراثي في الأشخاص المتضررين. تُعزى فقط 5-10٪ من حالات سرطان الثدي لدى النساء إلى طفرات BRCA1 وBRCA2 (مع ان طفرات BRCA1 أكثر شيوعًا بشكل طفيف من طفرات BRCA2)، ولكن التأثير على النساء مع طفرة الجينات يكون أكثر عمقًا. لدى النساء المصابات بطفرات ضارة إما في BRCA1 أو BRCA2 خطر الإصابة بسرطان الثدي الذي يبلغ خمسة أضعاف الخطر الطبيعي، وخطر الإصابة بسرطان المبيض الذي يتراوح بين 10 إلى 30 مرة تقريباً. خطر الإصابة بسرطان الثدي والمبيض أعلى لدى النساء ذوات طفرة BRCA1 عالية المخاطر مقارنة مع طفرة BRCA2. إن وجود طفرة شديدة الخطورة لا يضمن أن المرأة سوف تطور أي نوع من أنواع السرطان، أو تشير ضمنا إلى أن أي سرطان يظهر بالفعل سببه الطفرة، وليس بعض العوامل الأخرى.

جينات BRCA هي جينات كابتة للورم مصورة هنا على الكروموسومات الخاصة بها. يحتوي BRCA 1 على الموقع الخلوي الخلوي 17q21 أو ذراع الكروموسوم 17 في الموضع 21. BRCA 2 له موقع خلوي جيني 13q12.3 أو ذراع الكروموسوم 13 في الموضع 12.3. كل من الجينات تنتج البروتينات التي تساعد في إصلاح الحمض النووي التالفة ، والحفاظ على المواد الوراثية للخلية مستقرة. يمكن لجين BRCA التالف في أي من الموقعين أن يؤدي إلى زيادة خطر الإصابة بالسرطان ، خاصةً الثدي أو المبيض لدى النساء

الطفرات عالية الخطورة، التي تعطل عملية إصلاح الحمض النووي (DNA) الخالي من الأخطاء (الإصلاح المتجانس)، تزيد بشكل كبير من خطر إصابة الشخص بسرطان الثدي وسرطان المبيض وبعض أنواع السرطان الأخرى. سبب ان طفرات BRCA1 وBRCA2 تؤدى بشكل تفضيلي إلى سرطان الثدي والمبيض غير معروف، ولكن نقص وظيفة BRCA1 يؤدي إلى تعطيل كروموسوم X غير الفعال. ليست كل الطفرات عالية المخاطر. يبدو أن بعض التغيرات غير مؤذية. يختلف خطر الإصابة بالسرطان المرتبط بأي طفرة معينة بشكل كبير ويعتمد على نوع التطفل وموقعه بالضبط وربما بعض العوامل الفردية الأخرى.
يمكن توريث الطفرات من أي من الوالدين، ويمكن أن تنتقل إلى كل من الأبناء والبنات. كل طفل من الحامل الوراثي، بغض النظر عن الجنس، لديه فرصة بنسبة 50٪ لوراثة الجين المتحور من الوالد الذي يحمل الطفرة. ونتيجة لذلك، فإن نصف الأشخاص الذين يعانون من طفرات الجين BRCA هم من الذكور، الذين يقومون بعد ذلك بنقل الطفرة إلى 50٪ من ذريتهم، ذكورًا أو أنثى. إن خطر الإصابة بسرطان الثدي المرتبط ببنك BRCA بالنسبة إلى الرجال الذين يعانون من هذه الطفرة أعلى من الرجال الآخرين، ولكن لا يزال منخفضًا. ومع ذلك، يمكن أن الطفرات BRCA تزيد من خطر الإصابة بالسرطان الأخرى، مثل سرطان القولون، سرطان البنكرياس، وسرطان البروستاتا.
كانت طرق تشخيص احتمالية وجود مريض لديه طفرات في BRCA1 وBRCA2 للحصول على السرطان مغطاة ببراءات الاختراع التي تملكها أو تسيطر عليها شركة مايريد جينتك. أدى نموذج عمل مايريد الخاص بتقديم الاختبار التشخيصي بشكل حصري إلى نمو مايريد من كونها شركة ناشئة في عام 1994 إلى كونها شركة متداولة علانية مع 1200 موظف وحوالي 500 مليون دولار من العائدات السنوية في عام 2012؛ كما أدت إلى جدل حول ارتفاع الأسعار وعدم القدرة على الحصول على آراء ثانية من مختبرات تشخيصية أخرى، والتي أدت بدورها إلى الجمعية البارزة لعلم الأمراض الجزيئية ضد قضية مايريد جينتك.